# Husrannsakan
Husrannsakan är ett tvångsmedel som innebär att någon i myndighetsutövning undersöker annans egendom med eller utan medgivande från den eller de som berörs. Husrannsakan är en undersökning av en sak eller plats, till skillnad mot en kroppsvisitation som är en undersökning av en person. Syftet är att polisen skall kunna bereda sig tillträde till ett utrymme för att ex. säkra bevisning.

## Sverige
I svensk rätt innebär husrannsakan en undersökning av "hus, rum eller slutet förvaringsställe". Med hus menas byggnader, rum inbegriper kupeér och hytter. Begreppet "slutet förvaringsställe" har en mycket vid definition och inkluderar bilar, väskor, förvaringsskåp, containrar, möbler och kassafack.
I den svenska grundlag regeringsformen finns ett skydd mot vissa tvångsmedel, däribland husrannsakan. Skyddet får begränsas genom lag. Skyddet mot husrannsakan kan enligt regeringsformen begränsas endast för att tillgodose ändamål som är godtagbara i ett demokratiskt samhälle och som får anses nödvändiga med hänsyn till det ändamål som har föranlett den (proportionalitetskrav). Europakonventionen innehåller också bestämmelser till skydd för privatlivet och det egna hemmet, och myndigheterna har endast rätt att göra avsteg från dessa individers rättigheter för att uppnå särskilda mål, vilka anges i artikel 8 i konventionen. Grundlag och Europakonventionen får ej brytas genom av riksdag stiftade lagar.
Rättegångsbalken utgör modell även för andra lagar avseende reglering av tvångsmedel. Beslut om husrannsakan med stöd av rättegångsbalken skall fattas av förundersökningsledare, åklagare eller domstol. Vid fara i dröjsmål kan även polisman fatta beslut om husrannsakan med stöd av rättegångsbalken. Husrannsakan verkställs sedan normalt av personal vid de brottsbekämpande myndigheterna Ekobrottsmyndigheten, Kustbevakningen, Polismyndigheten, Tullverket, Skatteverket eller Säkerhetspolisen.
Ytterligare lagar som reglerar undersökningar som överlappar begreppet husrannsakan är bland annat polislagen, lag om straff för smuggling, lag om sjöfartsskydd, lag om luftfartsskydd och skyddslagen.
En vanlig missuppfattning är att den som verkställer en husrannsakan måste ha ett skrivet dokument att visa upp, så är inte fallet.

## USA
I amerikansk rätt begränsas polisens möjlighet att göra husrannsakan genom konstitutionens fjärde tillägg. Där måste polisen kunna förete en husrannsakansorder (eng. search warrant), om det inte finns tvingande omständigheter, såsom fara för människors liv.